# Gregory Alan Isakov
Gregory Alan Isakov (* 1979 in Johannesburg, Südafrika) ist ein Singer-Songwriter.

## Leben
Im Jahr 1986 wanderte Isakovs Familie in die Vereinigten Staaten aus, und er wuchs in Philadelphia auf. Mit 16 Jahren begann er, mit einer Band in Philadelphia zu touren, und übersiedelte später nach Colorado. Seine Musik verbindet Indie und Folk und beinhaltet Instrumente wie Gitarre und Mandoline. Seine bekanntesten Songs sind Big Black Car, The Stable Song, San Luis und Amsterdam.
Er selbst bezeichnet Leonard Cohen, Kelly Joe Phelps und Bruce Springsteen als prägende Einflüsse.

## Diskografie
Alben
- Rust Colored Stones (2003)
- Songs for October (2005)
- That Sea, the Gambler (2007)
- This Empty Northern Hemisphere (2009)
- The Weatherman (2013)

Gregory Alan Isakov, 2015

- Gregory Alan Isakov with the Colorado Symphony (2016)
- Evening Machines (2018)
- Appaloosa Bones (2023)

Singles
- The Stable Song (2007, US: Gold)[4]
- Big Black Car (2012, UK: Silber)
- Amsterdam (2013, US: Gold)
- San Luis (2018, US: Gold)

## Preise
- 2007: Gewinner, Telluride Troubador Competition.

## Trivia

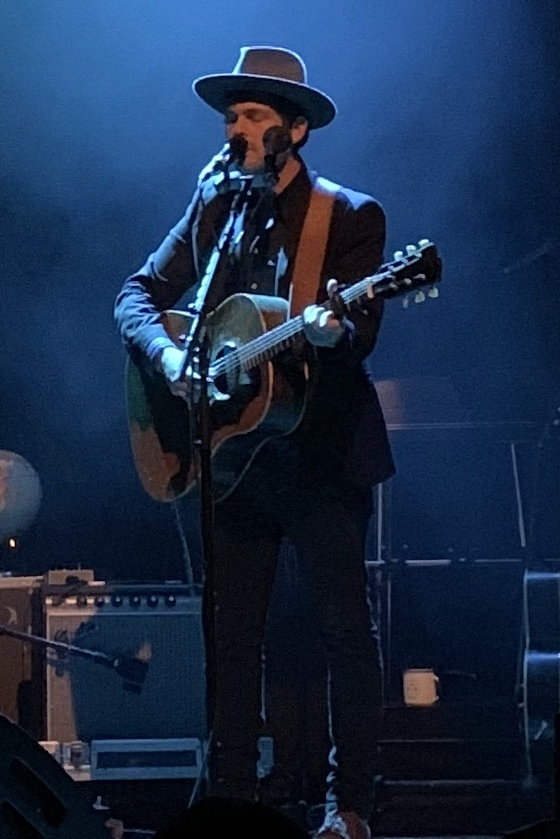
Gregory Alan Isakov, 2019

Das Lied Big Black Car aus dem Album This Empty Northern Hemisphere wurde 2012 in einem McDonald’s-Werbespot verwendet. Isakov spendete seine Entlohnung an eine Non-Profit-Organisation für nachhaltige Landwirtschaft.
Das Lied Second Chances aus dem Album „The Weatherman“ wurde in der sechsten Episode der ersten Staffel der Fernsehserie Forever und im Film Soundtrack des Films Veronica Mars verwendet.
Das Lied This Empty Northern Hemisphere aus dem Album „This Empty Northern Hemisphere“ wurde in der letzten Folge der vierten Staffel der Fernsehserie Suits verwendet.
Das Lied If I Go, I’m Goin’ aus dem Album This Empty Northern Hemisphere wurde am Ende der vierten Episode der vierten Staffel der Fernsehserie Californication verwendet. Ebenfalls fand es in der finalen Folge der Horror-Serie Haunting on Hill House Verwendung.
Das Lied Time Will Tell aus dem Album The Weatherman wurde 2015 in einem Subaru-Werbespot verwendet.
Das Lied San Lius aus dem Album Evening Machines wurde 2018 für die Serie Navy CIS: L.A. verwendet. Es spielte am Ende der Folge 10x17 Hochzeit mit Hindernissen, in welcher Kensi und Deeks heirateten.
The Stable Song wurde 2019 in The Peanut Butter Falcon verwendet. In der betreffenden Szene tanzen Zac und Eleanor am Lagerfeuer.
Das Lied Caves aus dem Album Evening Machines wurde 2022 in der Serie Schalke 04 – Zurück zum Wir verwendet. Es spielt in der letzten Episode während die Bilder der Schalker Meisterfeier gezeigt werden.